# گاجلرزویل (پنسیلوانیا)
گاجلرزویل (به انگلیسی: Gouglersville) یک منطقهٔ مسکونی در ایالات متحده آمریکا است که در شهرستان برکس، پنسیلوانیا واقع شده‌است. گاجلرزویل ۵۴۸ نفر جمعیت دارد و ۲۲۷٫۹۹ متر بالاتر از سطح دریا واقع شده‌است.